# Бронепалубни крайцери тип „Холанд“
Холанд (на нидерландски: Holland) са серия бронепалубни крайцери на Кралския флот на Нидерландия. Предназначени са за заямана на фрегатите от типа „Ачех“ в ролята на бързоходни военни кораби с голям радиус на действие. Всичко от проекта в периода 1896 – 1899 г. са построени шест кораба: две серии по три единици – „Холанд“ (на нидерландски: HNLMS Holland); „Зееланд“ (на нидерландски: HNLMS Zeeland); „Фрисланд“ (на нидерландски: HNLMS Friesland); „Хелдерланд“ (на нидерландски: HNLMS Gelderland); „Ноорд-брабант“ (на нидерландски: HNLMS Noord-brabant) и „Ютрехт“ (на нидерландски: HNLMS Utrecht), като разлика между двете тройки са по-голямата дължина и водоизместимост на по-късните кораби. Всички крайцери носят име на провинции на Нидерландия. Крайцерите на типа „Холанд“ остават на въоръжение до 1920-те г., когато са извадени от флота и по-голямата част от тях е предадена за скрап. Два от тях, като спомагателни съдове, са използвани до началото на Втората световна война, в хода на която един кораб е потопен, а другия – пленен от Германия и след преоборудване се използва като плаваща батарея на ПВО до 1944 г.

## Представители
| Име                                                                       | Заложен | Спуснат на вода | Влиза в строй | Съдба |
| ------------------------------------------------------------------------- | ------- | --------------- | ------------- | --- |
| „Холанд“ („Холандия“) HNLMS Holland                                       |         | 1896 г.         |               | изваден от флота и предаден за скрап през 1920 г. |
| „Зееланд“ („Зеландия“) HNLMS Zeeland                                      |         | 1897 г.         |               | изваден от флота и предаден за скрап през 1924 г. |
| „Фрисланд“ („Фризия“) HNLMS Friesland                                     |         | 1896 г.         |               | изваден от флота и предаден за скрап през 1913 г. |
| „Хелдерланд“ („Гелдерланд“) HNLMS Gelderland В Кригсмарине: „Ниобе“ Niobe |         | 1898 г.         |               | изваден от флота 1920 г. и преоборудван на учебно-артилерийски кораб, май 1940 г. е пленен от немците и преоборудван на плаваща батарея за ПВО, потопен от съветската авиация на 16 юли 1944 г. |
| „Ноорд-брабант“ („Северен Брабант“) HNLMS Noord-brabant                   |         | 1899 г.         |               | изваден от флота през 1920 г. и превърнат в плаваща казарма, потопен през през май 1940 г. |
| „Ютрехт“ („Утрехт“) HNLMS Utrecht                                         |         | 1898 г.         |               | изваден от флота и предаден за скрап през 1913 г. |

## Коментари
1. ↑  Префиксът „HNLMS“ е от на английски: His/Her Netherlands Majesty's Ship (Кораб на Негово/Нейно Величество), който е международен. ВМС на Нидерландия използват за своите кораби префиксите „Zr.Ms.“ (на нидерландски: Zijner Majesteits или His Majesty's), когато управлява крал, и „Hr.Ms.“ (на нидерландски: Harer Majesteits или Her Majesty's), когато управлява кралица. Смяната на префикса става автоматично при короноването на нов владетел.